# Elmeriobryum
Elmeriobryum är ett släkte av bladmossor. Elmeriobryum ingår i familjen Hypnaceae.
Kladogram enligt Catalogue of Life:
| Elmeriobryum | \| \| Elmeriobryum guatemalense \| \| \| \| \| \| Elmeriobryum philippinense \| \| \| \| |
|              | \| \| Elmeriobryum guatemalense \| \| \| \| \| \| Elmeriobryum philippinense \| \| \| \| |
|              | Elmeriobryum guatemalense                                                                |
|              |                                                                                          |
|              | Elmeriobryum philippinense                                                               |
|              |                                                                                          |